# 전진선 (배구 선수)
전진선(1996년 9월 11일 ~ )는 대한민국의 남자 배구 선수이며, 안산 OK금융그룹 읏맨의 선수이다. 2018-2019 신인 드래프트에서 전체 1순위로 안산 OK저축은행 러시앤캐시에 입단하였다.

## 약력
홍익대학교 재학 시절 팀의 주전센터로 활약하였다. 3학년때는 팀의 주장을 맡기도 하였다. 3학년때는 신인드래프트에 나오게 된다면 쟁쟁한 4학년을 제치고 전체 1순위감이라는 평가를 받았으며, 결국은 3학년을 마치고 얼리드래프티를 신청하여, 전체 1순위로 안산 OK저축은행 러시앤캐시에 지명되었다.

## 안산 OK금융그룹 읏맨시절
센터 자원이 급했던 안산 OK저축은행 러시앤캐시에 1라운드 1순위, 전체 1순위로 지명되었다. 발목 부상으로 인해 재활을 하다가, 10월 21일에 열린 의정부 KB손해보험 스타즈와의 경기에서 3세트 막판에 원포인트 서버로 나와 서브에이스를 기록하면서 데뷔 첫 득점을 기록하였다.
2019-2020시즌에는 부상에서 완전히 회복하여 주전센터로 맹활약하였다.

## 경력 사항
- 2018년 AVC컵 국가대표

## 출신학교
- 진주동명고등학교
- 홍익대학교